# Південне оперативно-територіальне об'єднання НГУ
Південне Одеське територіальне управління (Південне ТрУ, в/ч 3003) — оперативно-територіальне управління (об'єднання еквівалентне дивізії) Національної гвардії України.

## Історія
Після відновлення незалежності України особовий склад 17-ї окремої конвойної бригади ВВ МВС СРСР (в/ч 7445) склав присягу на вірність народу України.
У 1990-х особовий склад підрозділів бригади брав участь в операції з прикриття державного кордону з республікою Молдова в населених пунктах Одеської обл., виконував завдання в складі миротворчих підрозділів МВС України в Югославії.
У грудні 2000 року на базі 17-ї окремої конвойної бригади створено Південне територіальне командування внутрішніх військ МВС України з дислокацією в м. Одесі.
В 2003 році управління Південного територіального командування реорганізовано в 3-тю окрему бригаду внутрішніх військ МВС України (в/ч 3003).
У грудні 2004 року на базі бригади створене Південне територіальне командування ВВ МВС України.
До складу управління увійшли військові частини: 3012 (м. Одеса), 3039 (м. Миколаїв), 3056 (м. Херсон), 3008 (м. Вінниця). В 2011 році в м. Одесі сформована військова частина 3014.
У 2012 році у зв'язку із реформуванням територіального командування до його складу ввійшли військові частини 3033, 3026 та 3029 (м. Запоріжжя). Військова частина 3008 (м. Вінниця) була виведена із підпорядкування та передана до управління Західного ТрК.

## Структура
- Управління (м. Одеса, В/ч 3003)[1]

- 11-та бригада імені Михайла Грушевського, в/ч 3012, м. Одеса[2]
- 15 бригада оперативного призначення, в/ч 3029, м. Запоріжжя[3]
- 34-й окремий полк, в/ч 3056, м. Херсон[4]
- 18 окремий батальйон, в/ч 3058 м. Ізмаїл[5]
- 19 полк охорони громадського порядку, в/ч 3039, м. Миколаїв[6]
- 19 окремий батальйон (конвойний), в/ч 3026, м. Запоріжжя[7]
- 23 окрема бригада охорони громадського порядку, в/ч 3033, м. Запоріжжя, м. Мелітополь, м. Бердянськ, м. Енергодар[8]
- 34 окремий батальйон (конвойний), в/ч 3014 м. Одеса[9]

## Командування
- генерал-майор Сергій Яровий (2004 — 2010)
- генерал-майор Юрій Аллеров (2012)
- генерал-майор Володимир Кондратюк (2014 — 2019)[10]
- генерал-майор Олег Підлубний (2019 — теперішній час)[11]